# Binningen
Binningen egy svájci település, a Bázel-vidék kantonjába tartozó Arlesheim kerületben található. 2005 decemberében 14400 lakosa volt.
Itt született Roger Federer (1981. augusztus 8.), minden idők egyik legjobb teniszezője.

## Földrajz
Binningen Leimen-völgyben fekszik 292 méteren. A város fő folyója a Birsig.

## Lakosság
A lakosság 34%-a református, 27%-a római katolikus.

## Látnivalók
- Binningen kastély.
- St. Margaréta templom
- Neubad vendéglő
- Helyi múzeum
- Monteverdi Car Collection (a legnagyobb svájci autómúzeum)